# 舟久保遥香
舟久保遥香（日语：／ Funakubo Haruka，1998年10月10日—）生于山梨县富士吉田市，是一名日本女子柔道运动员，主攻57公斤级。舟久保在6岁时开始练习柔道。她在中学二年级的时候因为膝盖受伤，一度以每天做1000个引体向上作为代替。围绕舟久保的主要话题焦点在于其长相，不少媒体称其样貌像女演员能年玲奈。